# Морган, Хелен (хоккеистка на траве)
Хе́лен Джейн Мо́рган (в замужестве — Грэ́ндон) (англ. Helen Jane Morgan (Grandon), 20 июля 1966, Порткоул, Бридженд — 19 ноября 2020) — валлийская и британская хоккеистка (хоккей на траве), вратарь, позже футболистка, полузащитник. Бронзовый призёр летних Олимпийских игр 1992 года.

## Биография
Хелен Морган родилась 20 июля 1966 года в британском городе Порткоул в Уэльсе.
Училась в средней школе Порткоула.
Начала заниматься хоккеем на траве в 13 лет. Выступала за «Суонси», в составе которого шесть раз становилась чемпионкой Уэльса. Была самым молодым игроком, участвовавшим в клубном чемпионате Европы.
Играла за женскую сборную Уэльса по хоккею на траве на чемпионатах мира и Европы.
В 1992 году вошла в состав женской сборной Великобритании по хоккею на траве на летних Олимпийских играх в Барселоне и завоевала бронзовую медаль. Играла на позиции вратаря, участвовала только в одном матче за 3-4-е места, где британки победили сборную Южной Кореи — 4:3. Была единственной валлийкой в составе команды.
Вскоре после Олимпиады Морган, сыгравшую в благотворительном футбольном матче, заметила тренер женской сборной Уэльса по футболу, которая предложила ей сменить вид спорта. Морган начала играть за футбольную сборную на позиции центрального полузащитника, была её капитаном, но в 1993 году после тяжёлой травмы лодыжки завершила карьеру.
После окончания выступлений работала тренером в футбольной школе, а также работала с хоккейными вратарями Уэльса.
Умерла 19 ноября 2020 года от рака.

## Семья
Отец был профессиональным тренером и судьёй по футболу, мать занималась стрелковым спортом.